# Ryan Christensen
Ryan Jay Christensen (Hamilton, 12 september 1996) is een Nieuw-Zeelands gravelrijder en wielrenner die in 2023 als prof reed bij Bolton Equities Black Spoke.

## Carrière
In januari 2016 won Christensen het bergklassement in de New Zealand Cycle Classic. Hij verzamelde twee punten meer dan zijn naaste concurrent Sam Crome. Later dat jaar werd hij derde op het nationale kampioenschap veldrijden, achter Brendan Sharratt en Sam Gardner. In 2019 werd Christensen, achter Luke Mudgway, tweede in de Gravel and Tar Classic.
Omdat zijn ploeg in 2023 een stap hogerop deed, werd Christensen dat jaar prof. Op het wereldkampioenschap van dat jaar maakte hij deel uit van de vroege vlucht en eindigde hij op plek 48. Nadat de ploeg ophield te bestaan datzelfde jaar reed hij in 2024 niet bij een andere wielerploeg. Wel reed Christensen veel gravelwedstrijden en behaalde meerdere top tien plekken.

## Overwinningen
2016
Bergklassement New Zealand Cycle Classic
2022
1e etappe New Zealand Cycle Classic (ploegentijdrit)

## Resultaten in voornaamste wedstrijden
|      | \| Jaar \| \| WK op de weg \| \| ---- \| \| ------------ \| \| 2023 \| \| 48e \| |              |
| Jaar |                                                                                  | WK op de weg |
| 2023 |                                                                                  | 48e          |

## Ploegen
- 2017 –  Oliver's Real Food Racing (tot 31 mei)
- 2018 –  Canyon Eisberg (vanaf 1 juni)
- 2019 –  Canyon dhb p/b Bloor Homes
- 2020 –  Canyon dhb p/b Soreen
- 2021 –  Canyon dhb SunGod
- 2022 –  Bolton Equities Black Spoke
- 2023 –  Bolton Equities Black Spoke

Andrews · Chapman · Christensen · Dever · Edwards · Jones · Michelin-Beard · Pearce · Reddish · Schuurhuis · Sutton · White · Whitfield
Batt · Bostock · Burnett · Christensen · Currie · Fitzsimons · Fouché · Gate · Gough · Jackson · Jones · Kench · Mudgway · O'Donnell · Oram · Scott · Sexton · Stewart · Townsend · Wright · Gardner (stagiair) · Hornblow (stagiair) · Vercouillie (stagiair)